# بيراهيم ديوب
بيراهيم ديوب (بالفرنسية: Birahim Diop)‏ هو لاعب كرة قدم سنغالي في مركز الوسط، ولد في 7 فبراير 1979 في تييس ‏ في السنغال. لعب مع ديبورتيفو بيريرا وسبورتينغ كانساس سيتي ونادي جان دارك ونيويورك ريد بولز.

## وصلات خارجية
- بيراهيم ديوب على موقع الدوري الأمريكي (الإنجليزية)
- بيراهيم ديوب على موقع قاعدة بيانات كرة القدم.إي يو (الإنجليزية)
- بيراهيم ديوب على موقع عالم كرة القدم.نت (الإنجليزية)